# Prostitution en Tunisie
La prostitution en Tunisie est réglementée,, et confinée à deux petites zones, l'une à Sfax et l'autre à Tunis (dans le quartier de Sidi Abdallah Guech). En dehors de ces deux zones, la prostitution est illégale,,.
Bien que le nombre de prostituées enregistrées soit faible, beaucoup travaillent illégalement, surtout depuis la fermeture de la plupart des quartiers chauds à la suite de la révolution tunisienne en 2011. L'ONUSIDA estime en 2016 qu'il y a environ 25 000 prostituées dans le pays. Les professionnels du sexe et les ONG signalent que les forces de l'ordre sont abusives, incohérentes et corrompues,.

## Histoire
Pendant la période ottomane, les prostituées sont taxées selon leur apparence : plus la femme était belle, plus elle devait payer.
La Tunisie devient un protectorat français en 1881. En 1883, les conventions de La Marsa rend le droit français applicable en Tunisie. À cette époque, les maisons closes et la prostitution sont légales en France et donc également en Tunisie. La première maison de tolérance est créée à Tunis en 1882. En 1889, un système de régulation est introduit et des examens médicaux bihebdomadaires pour les prostituées sont rendus obligatoires pour tenter d'arrêter la propagation de la syphilis.
Pendant l'occupation allemande de la France pendant la Seconde Guerre mondiale, le régime de Vichy subit des pressions pour réglementer davantage la prostitution afin d'essayer d'empêcher la propagation des IST parmi les troupes allemandes. Toujours contrôlé par Vichy, le gouvernement tunisien légalise le statut des travailleuses du sexe en tant que « fonctionnaires » en 1942. Ceux qui détiennent une licence de fonctionnaire sont soumis à une réglementation stricte et la prostitution sans permis devient illégale. Les clients des prostituées illégales sont également incriminés comme complices. Des zones réglementées de prostitution sont présentes dans la plupart des villes.
Après l'occupation de la Tunisie par les forces de l'Axe pendant la Seconde Guerre mondiale, comme dans d'autres territoires occupés, des bordels militaires sont créés, utilisant souvent des Juifs internés.
En 1977, le ministère tunisien de l'Intérieur modifie le décret de 1942 pour refléter les évolutions sociales et législatives que le pays connaît.
Avant la révolution tunisienne de 2011, il y a environ 300 travailleuses du sexe légales dans environ douze zones, dont Tunis, Sfax, Sousse, Gabès et Kairouan. Après la révolution, le gouvernement islamiste ferme les yeux sur les actions fondamentalistes contre les quartiers chauds. Beaucoup sont incendiés et, dans d'autres, les prostituées sont expulsées et les bâtiments détruits et tous sont fermés, sauf ceux de Tunis et de Sfax, ces deux-là étant sauvés par l'action des habitants empêchant les fondamentalistes d'entrer dans les zones jusqu'à l'arrivée de la police et de l'armée.
En 2014, une pétition est adressée au ministère de l'Intérieur pour autoriser la réouverture du quartier rouge de Sousse, mais cela n'a pas abouti,.

## Législation
La réglementation de la prostitution et des bordels est introduite par un décret du ministère de l'Intérieur du 30 avril 1942, :
- Les professionnels du sexe doivent s'enregistrer et être agréés en tant que fonctionnaires.
- La prostitution ne peut avoir lieu que dans des zones désignées.
- Les prostituées peuvent travailler de manière indépendante ou dans des bordels.
- Les prostituées ne peuvent quitter les zones désignées qu'avec un permis.
- Des examens médicaux bihebdomadaires pour les IST sont obligatoires.
- Les impôts doivent être payés.
- Les congés ne sont autorisés que pour les menstruations.
- Les travailleuses du sexe ne sont pas autorisées à exercer une autre profession.
- L'utilisation de préservatifs est obligatoire.
- Les patronnes des bordels doivent être des femmes, âgées de plus de 35 ans et avoir l'autorisation de leur mari.

Selon l'article 231 du Code pénal, hors les cas prévus  par les règlements en vigueur, les femmes qui, par gestes ou par  paroles, s'offrent aux passants ou se livrent à la prostitution même à titre occasionnel, sont punies de six mois à deux ans d'emprisonnement et de 20 à 200 dinars d'amende. Est considérée comme complice et punie de la même peine, toute personne qui a eu des rapports sexuels avec l'une de ces femmes.

## Trafic sexuel
La Tunisie est un pays d'origine, de destination et de transit possible pour les hommes, les femmes et les enfants victimes de trafic sexuel. Selon une étude publiée en 2013, la jeunesse tunisienne est soumise à diverses formes de traite. Les organisations internationales signalent une présence accrue d'enfants des rues et d'enfants ruraux travaillant pour subvenir aux besoins de leurs familles en Tunisie depuis la révolution de 2011 ; selon cette étude, ces enfants sont vulnérables au trafic sexuel. Des femmes tunisiennes auraient été forcées de se prostituer sous de fausses promesses de travail à la fois dans le pays et ailleurs dans la région, comme au Liban, aux Émirats arabes unis et en Jordanie. En 2016, le ministère de la Justice fait état de 22 poursuites pour prostitution forcée.